# Jisp (gemeente)
De voormalige gemeente Jisp is gelegen in de Nederlandse provincie Noord-Holland. Tot de gemeente behoorde ook het dorp Spijkerboor, het oostelijk deel van polder Starnmeer en de polder Kamerhop. Bij de gemeentelijke herindeling van 1 januari 1991 gingen de gemeenten Jisp, Wijdewormer en Wormer op in de nieuwe gemeente Wormerland. De polder Kamerhop en een deel van de polder Starnmeer ging over naar de gemeente Graft-De Rijp. Hoofdplaats was het gelijknamige dorp Jisp.

## Geschiedenis
Op 2 december 1611 scheidde Jisp zich van Wormer af en werd daarmee geheel zelfstandig (geregistreerd 7 maart 1612). De gemeente Jisp bestaat van 1 januari 1812; Wijdewormer werd aanvankelijk bij Jisp gevoegd, maar ging op 1 mei 1817 verder als zelfstandige gemeente.
In 1956 werd er opnieuw gesproken over het mogelijk verdwijnen van Jisp als zelfstandige gemeente. Jisp zou dan bij de gemeente Wormer worden gevoegd.
In 1967 deden de gemeenteraden van Wijdewormer en Jisp een verzoek bij de provincie om samen te gaan tot een nieuwe gemeente. Beide gemeenten werden overigens door een smalle strook van Purmerend van elkaar gescheiden, waardoor een grenscorrectie nodig zou zijn. Jisp en Wijdewormer gaven echter de voorkeur aan een samengaan met elkaar, omdat zij geen onderdeel wilden worden van een groter gemeenteverband.
Bij de gemeentelijke herindeling van 1991 werd Jisp alsnog als zelfstandige gemeente opgeheven.
Het voormalige raadhuis dateert uit 1650.